# Nositelná elektronika

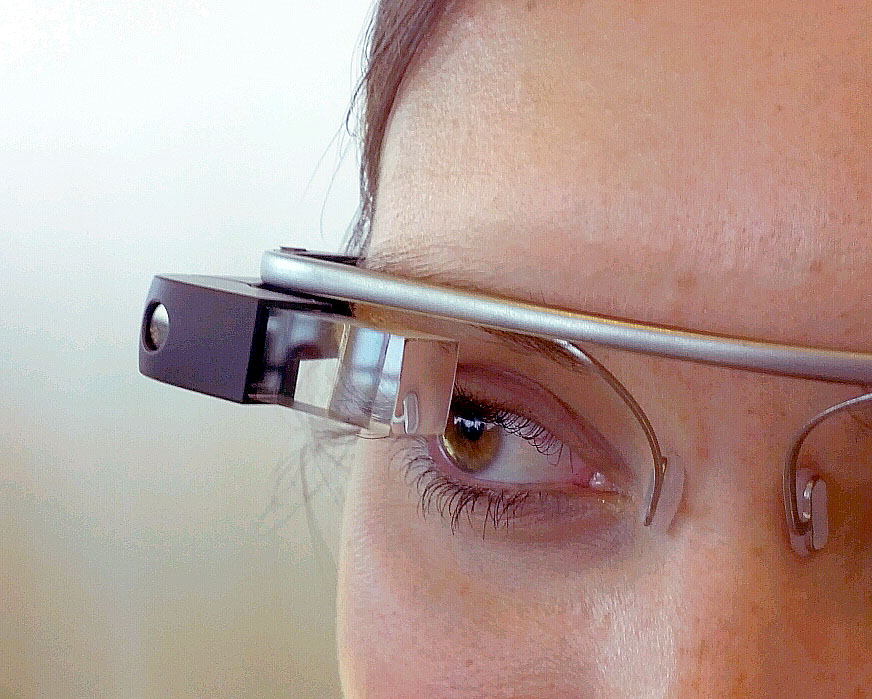
Google Glass

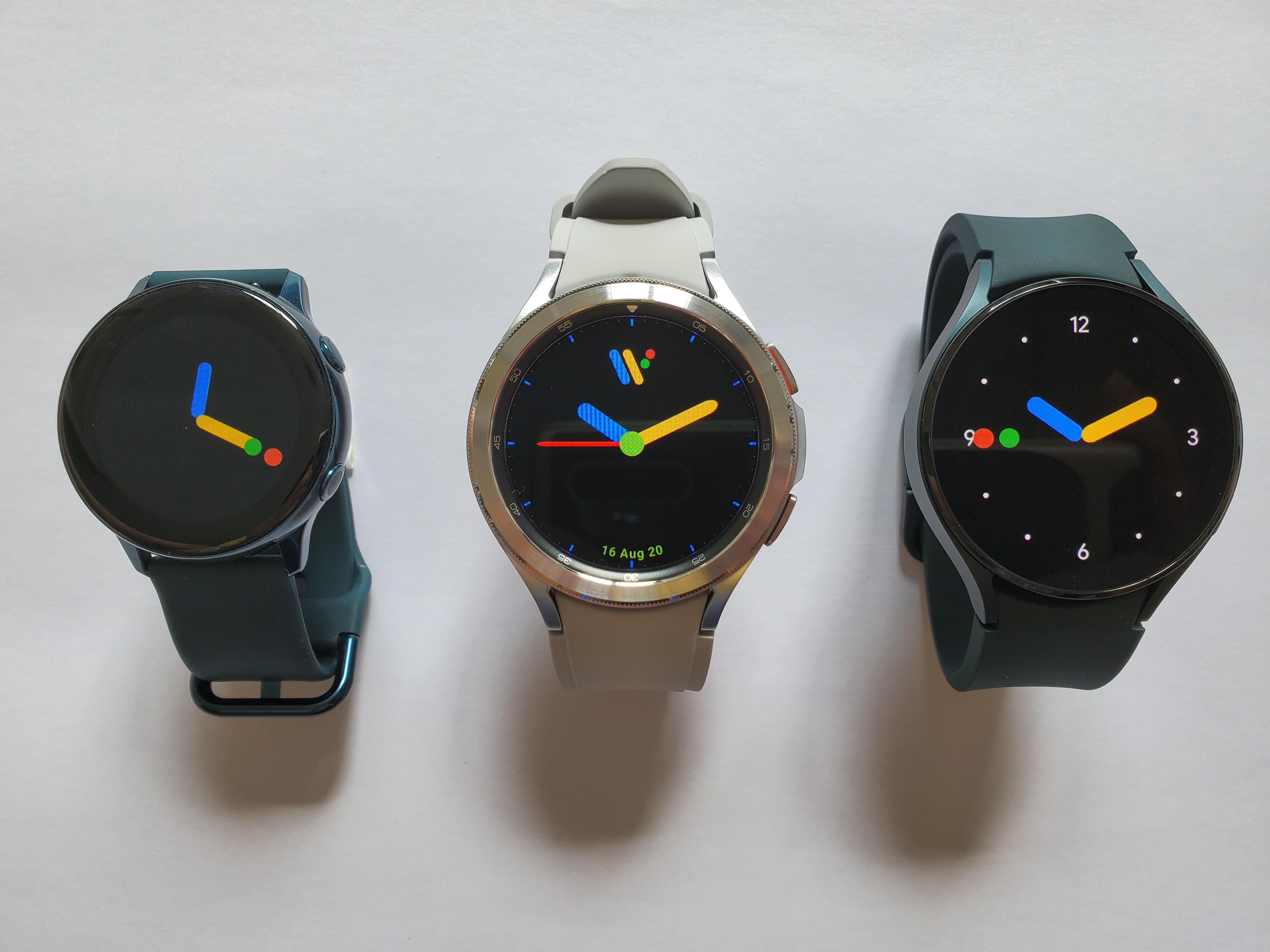
Chytré hodinky

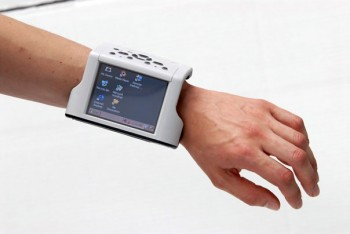
ZYPAD

Nositelná elektronika (neboli anglicky wearables) je označení pro miniaturizovaná elektronická zařízení, která jsou navržena tak, aby mohla být běžně nošena člověkem. Zatímco mobilní zařízení lze také nosit (v ruce, v kapse, …), součástí produktů nositelné elektroniky je návrh nějakého způsobu nošení (upevnění na tělo, část oblečení a nebo je oblečení navrženo spolu s ním).

## Historie
Nositelná technologie je úzce spojena s programováním ubicomp. Nositelné technologie (v angličtině Wearables) se snaží zapojit technologii do každodenního života. V historii a vývoji nositelné technologie se pokoušeli průkopníci vylepšit funkci oblečení nebo vytvořit nástroj na nahrávání života jednotlivce. Nositelné technologie dnes využívají nejrůznější senzory, umožňují tak počítat statistiku faktorů jako je pohyb, počet kroků či tep.
Jako jedna z prvních nositelných technologií se na světový trh dostaly v 80. letech 20. století hodinky s funkcí kalkulačky od firmy Casio. V roce 2008 Ilya Fridman zakomponoval mikrofon napojený Bluetoothem do páru peckových sluchátek, které plnily i funkci náušnic. V té době se také objevil Spy Tie, kravata se skrytou kamerou na detekci barev. V roce 2009 uvedla firma Fitbit na trh svůj první chytrý náramek na sledování zdravotní kondice uživatele.
Podle studie Forbesu z roku 2014 si přeje wearables 71 % mladých lidí. Nicméně studie mezi veškerou britskou populací roku 2015 ukázala, že ji přes polovinu lidí (56 %) považuje pouze za bláznivý fenomén.

## Charakteristika
Mezi některé z hlavních vlastností nositelné elektroniky patří:
- přizpůsobení lidskému tělu (hmotnost, rozměry, celkový návrh zařízení, zvolené materiály)
- bezpečnost a zodpovědnost vůči životnímu prostředí (radiace z mobilních telefonů, volba netoxických a životnímu prostředí příznivých materiálů)
- přizpůsobení nošení (odolnost otřesům při chůzi či běhu, snášení očekávatelných outdoorových podmínek jako teplotní výkyvy, vlhkost vzduchu atd.)
- konzistence – není nutné zařízení explicitně zapínat či vypínat
- multi-tasking při používání spočívající v tom, že není nutné, aby uživatel nechal všeho, co právě dělá, aby mohl zařízení používat

## Příklady
Mezi nositelnou elektroniku by se dala zařadit:
- vybraná spotřební elektronika – walkmany, MP3 přehrávače s nějakým způsobem uchycení pro nošení (přezkou za pásek, popř. MP3 přímo ve sluchátkách)
- chytré hodinky (smartwatch)
- brýle s náhlavním displejem (HUD) jako např. Google glass
- E-textilie
- některá zařízení pro sledování tělesné kondice
- elektronická zařízení pro specializované profese (různé čipy jako přívěsek, skenery na zápěstí apod.) nebo použití v armádě (helmy pro rozšířenou realitu)
- senzory monitorující zdravotní stav člověka (v medicíně, armádě, kosmonautice)
- outdoorové kamery s úchytem na helmu
- špionážní technika (skryté kamery, mikrofony)
- elektronické obojky
- elektronika spojená s geocachingem a navigací
- amatérské projekty mikročipových systémů (Arduino, Raspberry Pi, intel Edison, …)

## IEC TC 124
Jde o technickou komisi IEC, která vydává normy, specifikace a technické zprávy pro oblast nositelné elektroniky.

## Iniciativa
- Existuje mezinárodní sympozium nositelných počítačů (International Symposium on Wearable Computers), nejdéle existující akademická konference tohoto odvětví.
- Za předního odborníka a inovátora v tomto oboru (ne-li přímo jeho zakladatele) je považován Steve Mann, profesor na univerzitě v Torontu.